# مايك إدواردز (منافس ألعاب قوى)
مايك إدواردز (بالإنجليزية: Mike Edwards) هو منافس ألعاب قوى بريطاني، ولد في 19 أكتوبر 1968.

## وصلات خارجية
- مايك إدواردز على موقع الاتحاد الدولي لألعاب القوى (الإنجليزية)
- مايك إدواردز على موقع أوليمبيديا (الإنجليزية)